# Brotheas tapajos
Espèce
Brotheas tapajos est une espèce de scorpions de la famille des Chactidae.

## Distribution
Cette espèce est endémique du Pará au Brésil. Elle se rencontre vers Jacareacanga.

## Description
Le mâle holotype mesure 42,5 mm.

## Étymologie
Son nom d'espèce lui a été donné en référence au lieu de sa découverte, le rio Tapajós.

## Publication originale
- Lourenço, 2012 : The genus Brotheas C. L. Koch, 1837 in Brazilian Amazonia, with a description of a new species from the State of Pará (Scorpiones: Chactidae). Entomologische Mitteilungen aus dem Zoologischen Staatsinstitut und Zoologischen Museum in Hamburg, vol. 16, no 187, p. 1-10 (texte intégral).